# کینتون، استرالیای جنوبی
کینتون (به انگلیسی: Keyneton) یک شهرک در استرالیا است که در استرالیای جنوبی واقع شده‌است. یک منطقه مسکونی در ناحیه دولت محلی شورای مری، ۸۲ کیلومتر (۵۱ مایل) شمال شرقی مرکز ایالت آدلاید واقع شده‌است. در سرشماری سال ۲۰۱۱، کینتون و منطقه اطراف آن جمعیتش برابر با ۵۳۴ نفر بود.